# Anathallis carvalhoi
Anathallis carvalhoi är en orkidéart som först beskrevs av Carlyle August Luer och Antonio Luiz Vieira Toscano, och fick sitt nu gällande namn av Carlyle August Luer. Anathallis carvalhoi ingår i släktet Anathallis och familjen orkidéer. Inga underarter finns listade i Catalogue of Life.